# Kazimierz Kowalski (śpiewak)

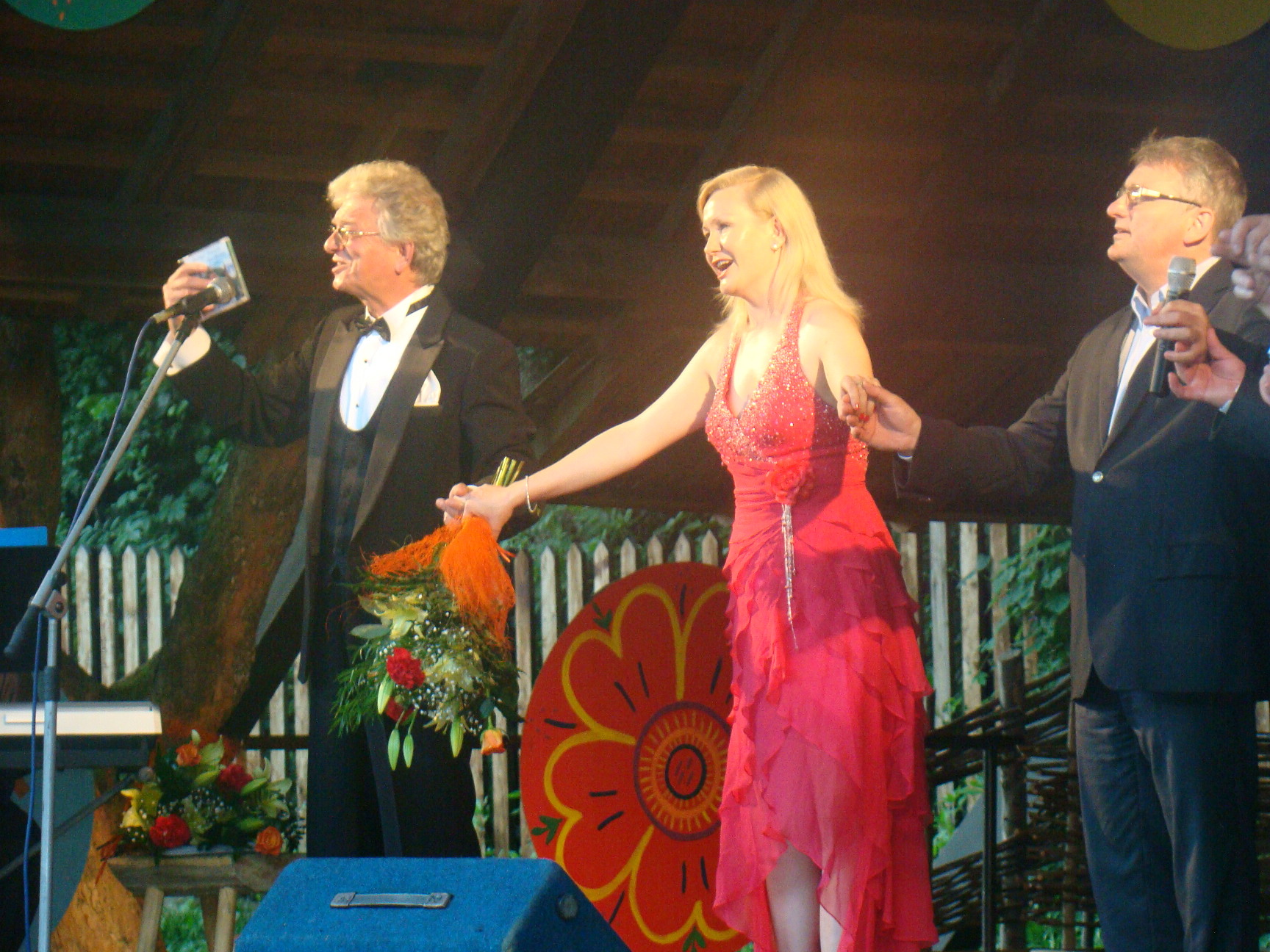
Kazimierz Kowalski, Małgorzata Kulińska i Wojciech Blecharczyk
podczas koncertu w Sanoku (2009)

Kazimierz Wiesław Kowalski (ur. 30 lipca 1951 w Łodzi, zm. 1 sierpnia 2021 tamże) – polski śpiewak operowy (bas), związany z Teatrem Wielkim w Łodzi jako solista oraz wieloletni dyrektor naczelny i artystyczny. Popularyzator muzyki poważnej, opery i operetki, prezenter radiowy i telewizyjny.

## Życiorys
Ojcem Kazimierza był Wiesław Wierusz-Kowalski, aktor łódzkich teatrów, a matką Marianna. Ukończył studia na Wydziale Wokalno-Aktorskim Państwowej Wyższej Szkoły Muzycznej w Łodzi (w klasie śpiewu Antoniego Majaka). W 1976 (na V roku studiów) wystąpił w prestiżowym 22. Międzynarodowym Konkursie Wokalnym w Tuluzie, gdzie zajął najwyższą trzecią nagrodę (nagrody 1 i 2 wówczas nie przyznano). W tym samym roku został solistą Teatru Wielkiego w Łodzi, gdzie zadebiutował partią Kecala w Sprzedanej narzeczonej Smetany.
W latach 1994–1997 był dyrektorem naczelnym i artystycznym Teatru Wielkiego w Łodzi. Doprowadził wtedy do transmisji telewizyjnej na żywo, na cały świat, opery „Straszny dwór” Stanisława Moniuszki. Dał się poznać jako dobry organizator, gdyż Teatr Wielki w Łodzi, za jego dyrektorowania, był jedną z nielicznych placówek teatralnych w ówczesnej Polsce przynoszących dochody. W 1998 z jego inicjatywy powstał również Festiwal Operowo-Operetkowy działający w oparciu o nowo otwarty Teatr Letni w Ciechocinku, przez prasę festiwal bywa opisywany jako jedno z najważniejszych muzycznych wydarzeń lata. Był również twórcą Polskiej Opery Kameralnej.
Występował w programach telewizyjnych m.in.: „Dobry wieczór, tu Łódź” i „Kazimierz Kowalski zaprasza” (TVP1). Od 2000 r. prowadził audycje w Programie I Polskiego Radia, w których przedstawiał sylwetki wybitnych polskich artystów. Na antenie Radia Łódź prowadził cykliczną audycję zatytułowaną „Archiwum Henryka Debicha” (wcześniej jako „Z albumu Henryka Debicha”), zainicjowaną z okazji obchodów 90-lecia rozgłośni.
Od grudnia 2005 do listopada 2008, ponownie był dyrektorem artystycznym Teatru Wielkiego w Łodzi. W styczniu 2016 startował w konkursie na nowego dyrektora Opery Bałtyckiej.
Jego dorobek artystyczny to m.in. 10 wydanych płyt. W 2021 roku obchodził 50-lecie pracy artystycznej. W tymże roku ukazała się jego książka zatytułowana „Dyrektorem się bywa, artystą się jest”, opowiadająca o jego życiu w latach 1955–2020.
Zmarł wskutek zawału serca, którego doznał na dzień przed śmiercią. 12 sierpnia 2021 został pochowany w grobie rodzinnym na cmentarzu rzymskokatolickim przy ul. Szczecińskiej w Łodzi, po zakończeniu 23. edycji Festiwalu Operowo-Operetkowego w Ciechocinku.

## Życie prywatne
Z drugiego małżeństwa, z Małgorzatą Wrońską-Kowalską, miał jednego syna, Stanisława (ur. 1990).

## Nagrody i odznaczenia
- 1985 – Dyplom MSZ za wybitne zasługi w propagowaniu i upowszechnianiu polskiej kultury za granicą
- 2000 – tytuł Najsławniejszego Polaka 1999 Roku przyznany w plebiscycie słuchaczy PR
- 2001 – Odznaczenie Za Zasługi dla Miasta Łodzi[1]
- 2002 – Złoty Krzyż Zasługi[24][9]
- 2006 – Brązowy Medal Gloria Artis – Zasłużony Kulturze[9]
- 2021 – Krzyż Oficerski Orderu Odrodzenia Polski (pośmiertnie)[25] za „wybitne zasługi dla kultury polskiej, za osiągnięcia w pracy artystycznej i w popularyzowaniu muzyki poważnej"[22]
- 2021 – Medal „Za zasługi dla Ruchu Ludowego” im. Wincentego Witosa (pośmiertnie)[22]

6 sierpnia 2017 odsłonił swoją gwiazdę na Ciechocińskim Deptaku Sław.

## Partie operowe
| Tytuł opery              | Autor opery                        | Rola                        | Reżyseria              | Teatr                       | Premiera   |
| ------------------------ | ---------------------------------- | --------------------------- | ---------------------- | --------------------------- | ---------- |
| Cyganeria                | Giacomo Puccini                    | Alcindor                    | Laco Adamik            | Teatr Wielki – Łódź         | 1977-04-02 |
| Jolanta                  | Piotr Czajkowski                   | Bertrand                    | Bolesław Jankowski     | Teatr Wielki – Łódź         | 1978-03-19 |
| Zorba                    | John Kander                        | Niko                        | Holger Reenberg        | Teatr Wielki – Łódź         | 1979-02-24 |
| Hrabina                  | Stanisław Moniuszko                | Chorąży                     | Wojciech Boratyński    | Teatr Wielki – Łódź         | 1979-12-08 |
| Don Pasquale             | Gaetano Donizetti                  | Don Pasquale                | Lech Komarnicki        | Teatr Wielki – Łódź         | 1982-01-30 |
| Łucja z Lammermooru      | Gaetano Donizetti                  | Rajmund                     | Renzo Giacchieri       | Teatr Wielki – Łódź         | 1983-11-19 |
| Mefistofeles             | Arrigo Boito                       | Mefistofeles                | Ryszard Peryt          | Teatr Wielki – Łódź         | 1984-06-23 |
| Così fan tutte           | Wolfgang Amadeus Mozart            | Don Alfonso                 | Adam Hanuszkiewicz     | Teatr Wielki – Łódź         | 1986-10-05 |
| La Traviata              | Giuseppe Verdi                     | Doktor Grenvil              | Guy Coutance           | Teatr Wielki – Łódź         | 1987-03-07 |
| Tosca                    | Giacomo Puccini                    | Cesare Angelotti            | Klaus Wagner           | Teatr Wielki – Łódź         | 1988-02-20 |
| Kawaler srebrnej róży    | Richard Strauss                    | Notariusz                   | Alexander Kraft        | Teatr Wielki – Łódź         | 1989-03-18 |
| Kynolog w rozterce       | Henryk Czyż                        | Delegat                     | Bogusław Danielewski   | Teatr Wielki – Łódź         | 1989-12-02 |
| Diabły z Loudun          | Krzysztof Penderecki               | Rangier                     | Marek Weiss-Grzesiński | Teatr Wielki – Łódź         | 1990-06-23 |
| Don Giovanni             | Wolfgang Amadeus Mozart            | Leporello; Komandor         | Marek Weiss-Grzesiński | Teatr Wielki – Łódź         | 1991-03-23 |
| Carmen                   | Georges Bizet                      | Zuniga                      | Michel Gies            | Teatr Wielki – Łódź         | 1991-09-14 |
| Piaf – moje pieśni to ja |                                    |                             | Klaus Wagner           | Teatr Wielki – Łódź         | 1992-01-01 |
| Bal maskowy              | Giuseppe Verdi                     | Tom                         | Gray Veredon           | Teatr Wielki – Łódź         | 1993-03-20 |
| Aida                     | Giuseppe Verdi                     | Faraon                      | Sławomir Żerdzicki     | Teatr Wielki – Łódź         | 1993-09-25 |
| Ubu król                 | Krzysztof Penderecki               | Giron, ciura                | Lech Majewski          | Teatr Wielki – Łódź         | 1993-11-09 |
| Kniaź Igor               | Aleksandr Borodin                  | Konczak                     | Guram Meliwa           | Teatr Wielki – Łódź         | 1994-10-22 |
| Don Pasquale             | Gaetano Donizetti                  | Don Pasquale                | Włodzimierz Traczewski | Teatr Wielki – Łódź         | 1995-01-21 |
| Cyganeria                | Giacomo Puccini                    | Colline                     | Guram Meliwa           | Teatr Wielki – Łódź         | 1995-02-11 |
| Rigoletto                | Giuseppe Verdi                     | Sparafucile, Hrabia Ceprano | Guram Meliwa           | Teatr Wielki – Łódź         | 1995-04-22 |
| Czarodziejski flet       | Wolfgang Amadeus Mozart            | Sarastro                    | Gwenda Berndt          | Teatr Wielki – Łódź         | 1995-12-16 |
| Baron cygański           | Johann Strauss (syn)               |                             | Kazimierz Kowalski     | Teatr Wielki – Lwów         | 1996-06-08 |
| Baron cygański           | Johann Strauss (syn)               | Kalman Żupan                | Kazimierz Kowalski     | Teatr Wielki – Łódź         | 1996-06-08 |
| Don Pasquale             | Gaetano Donizetti                  | Don Pasquale                | Kazimierz Kowalski     | Filharmonia – Częstochowa   | 1998-01-31 |
| Straszny dwór            | Stanisław Moniuszko                | Zbigniew                    | Kazimierz Kowalski     | Filharmonia – Częstochowa   | 2000-07-23 |
| La Traviata              | Giuseppe Verdi                     | Doktor Grenvil              | Kazimierz Kowalski     | przedstawienie impresaryjne | 2001-03-31 |
| Hrabina                  | Stanisław Moniuszko                | Chorąży                     | Kazimierz Kowalski     | Teatr Letni – Ciechocinek   | 2002-03-23 |
| Krakowiacy i Górale      | Jan Stefani i Wojciech Bogusławski | –                           | Kazimierz Kowalski     | Teatr Wielki – Łódź         | 2006-10-14 |
| Halka                    | Stanisław Moniuszko                | –                           | Kazimierz Kowalski     | Teatr Wielki – Łódź         | 2006-10-28 |
| Księżniczka czardasza    | Imre Kálmán                        | –                           | Kazimierz Kowalski     | Teatr Miejski – Lwów        | 2006-12-08 |